# Gustaf Abraham Silverstolpe
Gustaf Abraham Silverstolpe (Silfverstolpe), född 31 oktober 1772 i Stockholm, död 2 september 1824 i Söderköping, var en svensk kyrkoherde, docent, skriftställare, kansliråd, rikshistoriograf, grafiker och bokhandlare.
Han blev skytteansk docent 1797 och förde under en tid ett växlingsrikt liv med en rad sysselsättningar. Han var under några år publicist och bokhandlare. Han var under en period rektor och fick 1816 kansliråds och rikshistoriografs titel. Han utnämndes till kyrkoherde i Söderköping 1822. Men hans betydelsefullaste insats var den publicistiska verksamheten när han från 1795 började ge ut Litteratur-Tidningen och från 1797 Journal för svensk litteratur fram till 1803 och som senare utkom sporadiskt 1809–1812. Båda tidskrifterna var banbrytande organ för orienteringen och kritik inom tidens humanistiska och naturvetenskapliga forskning. Den hårda tonen tidningarna förde ledde ofta till fräna motangrepp mot Silverstolpe som fick öknamnet Magister Silverpuckel (han var puckelryggig). 
Men tidningarna förde även fram nya åsikter i konstens värld och han utövade härigenom inflytande på sin samtids konst och konstuppfattning och tidskrifterna räknas som Sveriges första organ med konstrecensioner. Silverstolpe var själv mycket konstintresserad och i föräldrahemmet umgicks man bland annat med Pehr Hörberg och via honom kunde Silverstolpe studera en tid vid Konstakademien 1784. Han översatte tysk konstlitteratur och skrev med anledning av Konstakademiens utställning 1809 en avhandling som kan ses som en början till svensk konsthistoria. Hans estetiska ställningstaganden var framför allt präglade av den tyska nyklassicismens idéer och liksom sin bror Fredrik Samuel Silverstolpe bekämpade han göticismen. 
Av hans egen sparsamma produktion märks ett etsat porträtt av brodern Gudmund Silfverstolpe som finns vid Nationalmuseum. Han var även livligt intresserad av musikutövning och musikteori och invaldes som ledamot nr 183 den 10 juli 1799 i Kungliga Musikaliska Akademien. 
Silverstolpe var Benjamin Höijers och Hans Järtas vän och medlem i Juntan samt förvisades från Uppsala på grund av musikprocessen 1800 samt riksdagsledamot för ridderskapet och adeln vid ståndsriksdagarna 1809/10-1817/18.
Han var son till riksbankskommissarien och numismatikern Fredrik Silfverstolpe och friherrinnan Eleonora Catharina Leijonhufvud och från 1813 gift med Ulla Ahlm samt bror till överintendenten, tonsättaren och konstnären Fredrik Samuel Silverstolpe och skalden Axel Gabriel Silverstolpe, farbror till konstnären Gudmund Leonard Silfverstolpe samt far till godsägaren och riksdagsmannen Gustaf Silfverstolpe och till generalmajor August Silverstolpe.